# Pseudoblennius zonostigma
Pseudoblennius zonostigma är en fiskart som beskrevs av Jordan och Starks, 1904. Pseudoblennius zonostigma ingår i släktet Pseudoblennius och familjen simpor. Inga underarter finns listade i Catalogue of Life.